# Ніколя Шовен
Ніколя Шовен (фр. Nicolas Chauvin) — легендарний солдат-патріот, герой декількох популярних в 1830-х роках французьких водевілів, зокрема, «Солдат-землероб» Ежена Скріба і «Трибарвна кокарда» (1831) братів Коньяр.
Ніколя був простим сільським хлопцем, у вісімнадцять років призваний на війну і чесно служив батьківщині. Він був поранений 17 разів (і завжди в груди, а не в спину). За солдатську доблесть отримав бойову нагороду та пенсію 200 франків. Він пафосно й простонародно виражає в своїх промовах любов до Франції і до Наполеона Бонапарта. Таке поєднання додає героєві комедійне, проте, в цілому позитивне забарвлення.
Перша «біографія» Ніколя Шовена опублікована в 1845 Жаком Араго (Jacques Arago) в його статті «Шовінізм», а потім в однойменній статті в «Великому словнику» П'єра Ларусса (Pierre Larousse). Характер водевільного героя настільки добре збігся з піднятою в середині 19-го століття у Франції хвилею ненависті до чужоземців, що навіть привів до виникнення слова «шовінізм».